# Hylopetes platyurus
Hylopetes platyurus е вид бозайник от семейство Катерицови (Sciuridae).

## Разпространение
Видът е разпространен в Индонезия и Малайзия.